# Dypsis faneva
Dypsis faneva – gatunek palmy z rzędu arekowców (Arecales). Występuje endemicznie na Madagaskarze, w prowincji Toamasina. Można go spotkać między innymi w Parku Narodowym Mananara Nord. Znane są tylko 2-5 jego naturalne stanowiska.
Rośnie w bioklimacie wilgotnym. Występuje na wysokości do 500 m n.p.m.